# Plastic (film)
Plastic è un film del 2014 diretto da Julian Gilbey.
Il soggetto è ispirato alla storia vera di un gruppo di studenti universitari che per cancellare il loro debito con un gangster della criminalità decidono di realizzare uno dei più grandi furti di diamanti della storia inglese.

## Trama
Un gruppo di studenti universitari mette in atto un sistema infallibile per frodare carte di credito. Quando però rubano all'uomo sbagliato, il sadico Marcel decide di sfruttare la capacità criminale dei ragazzi esigendo 2 milioni di sterline entro due settimane. La banda dunque si sposta a Miami per colpire ricchi uomini d'affari, tuttavia il piano non va a buon fine e nel gruppo di amici si generano tensioni e tradimenti. Con gli uomini di Marcel alle costole, i ragazzi decidono in ultimo di rischiare il tutto per tutto in un grosso furto di diamanti.

## Produzione
Le riprese cominciarono il 7 gennaio 2013 a Miami, Florida, e si conclusero a Londra il 16 febbraio. È il primo indie film a basso costo (circa £3,000,000) prodotto dalla Gateway Films ad estendere le riprese al di fuori dell'Inghilterra. Il vero artefice dei furti, l'ex galeotto di Manchester Saqib Mumtaz, era presente sul set e ha istruito gli attori protagonisti. Questo singolare fatto ha attirato l'attenzione della stampa britannica che ha accusato la produzione di avere sostenuto il crimine.
Vietato ai minori di 15 anni, il produttore Terry Stone ha definito Plastic un film a metà fra Prova a prendermi e The Italian Job. Il cast principale è costituito da giovani attori più o meno esordienti fra i quali Ed Speleers nel ruolo da protagonista, attore che Julian Gilbey aveva già scelto per il suo precedente film thriller A Lonely Place to Die.

## Distribuzione
A Febbraio 2014 la casa di distribuzione cinematografica britannica UK Paramount Pictures acquista i diritti del film. Il 30 aprile Plastic esce nelle sale del Regno Unito piazzandosi al decimo posto fra i film più visti del weekend. Il film viene distribuito anche in Nord America dalla ARC Entertainment. Il DVD e blu-ray sono usciti l'8 settembre 2014 nel Regno Unito e il 28 ottobre 2014 negli Stati Uniti.

## Accoglienza
Il film ha ottenuto recensioni negative dalla maggior parte dei portali e riviste sul cinema quali The Guardian, Daily Express, The Independent, The Hollywood Reporter e Variety. Mark Kermode, direttore della sezione cinema del The Guardian, ha assegnato al film il minimo punteggio definendolo "un guazzabuglio insolente e infantile". Il regista fu accusato di sessismo e favoreggiamento al crimine. La moralità degli attori è stata messa in discussione per avere accettato di recitare in un film che giustifica e romanticizza un reato. Sebbene Plastic si sia piazzato al decimo posto fra i film più visti nel primo week-end di uscita, l'incasso totale non ha coperto le spese. Will Poulter in un'intervista a The Guardian ha espresso il suo rammarico e la sua "vergogna", sostenendo che il film è "brutto" e che si è pentito di aver accettato il lavoro.

## Riconoscimenti
- 2015 - London Critics Circle Film Awards
  - Nomination Attore giovane dell'anno a Will Poulter[18]